# Danh sách thí sinh tham gia Produce 101 Mùa 2
Produce 101 Mùa 2 là một chương trình truyền hình thực tế sống còn của Hàn Quốc.

## Thí sinh
Trước khi tập đầu tiên phát sóng vào ngày 7 tháng 4 năm 2017 đã có ba thực tập sinh rời chương trình: Han Jong-youn (Maroo Entertainment) rời chương trình sau scandal đánh nhau, trong khi thực tập sinh Kim Shi-hyun (Choon Entertainment) và Nam Yoon-sung (I.One Entertainment) rời chương trình vì lí do sức khỏe.
Sau khi Tập 5 được phát sóng, thực tập sinh Ha Min-ho (The Vibe Label) rời chương trình sau những cáo buộc quấy rối tình dục.
Sau khi Tập 6 được phát sóng, thực tập sinh Kim Tae-min (Hanahreum Company) rời chương trình do bệnh đường ruột cấp tính.
Tên tiếng Anh của các thực tập sinh được dựa trên thông tin ở trang web chính thức.
Tuổi được cung cấp theo hệ thống tuổi của Hàn Quốc.
     Thí sinh rời chương trình
     Thí sinh bị loại ở Tập 5
     Thí sinh bị loại ở Tập 8
     Thí sinh bị loại ở Tập 10
     Thí sinh bị loại ở Tập 11
     Thành viên cuối cùng của Wanna One
| Công ty                                          | Tên                         | Năm sinh | Đánh giá của giám khảo | Đánh giá của giám khảo | Xếp hạng         | Xếp hạng         | Xếp hạng         | Xếp hạng         | Xếp hạng         | Xếp hạng         | Xếp hạng         | Xếp hạng         | Xếp hạng         | Xếp hạng         | Xếp hạng         | Xếp hạng         | Xếp hạng         |
| Công ty                                          | Tên                         | Năm sinh | Đánh giá của giám khảo | Đánh giá của giám khảo | Tập 1            | Tập 2            | Tập 3            | Tập 5            | Tập 5            | Tập 6            | Tập 8            | Tập 8            | Tập 10           | Tập 10           | Tập 11           | Tập 11           | Kết quả          |
| Công ty                                          | Tên                         | Năm sinh | 1                      | 2                      | #                | #                | #                | #                | Bình chọn        | #                | #                | Bình chọn        | #                | Bình chọn        | #                | Bình chọn        | Kết quả          |
| ------------------------------------------------ | --------------------------- | -------- | ---------------------- | ---------------------- | ---------------- | ---------------- | ---------------- | ---------------- | ---------------- | ---------------- | ---------------- | ---------------- | ---------------- | ---------------- | ---------------- | ---------------- | ---------------- |
| Thực tập sinh tự do (개인 연습생)                | Kim Sang-been (김상빈)      | 1996     | B                      | A                      | 46               | 51               | 55               | 60               | 100,142          | 39               | 48               | 379,753          | Bị loại ở tập 8  | Bị loại ở tập 8  | Bị loại ở tập 8  | Bị loại ở tập 8  | 48               |
| Thực tập sinh tự do (개인 연습생)                | Kim Jae-hwan (김재환)       | 1996     | B                      | B                      | 27               | 18               | 18               | 16               | 569,969          | 7                | 9                | 1,822,842        | 13               | 259,776          | 4                | 1,051,735        | 4                |
| Thực tập sinh tự do (개인 연습생)                | Kim Chan (김찬)             | 1996     | D                      | F                      | 39               | 40               | 56               | 82               | 69,967           | Bị loại ở tập 5  | Bị loại ở tập 5  | Bị loại ở tập 5  | Bị loại ở tập 5  | Bị loại ở tập 5  | Bị loại ở tập 5  | Bị loại ở tập 5  | 82               |
| Thực tập sinh tự do (개인 연습생)                | Lee In-soo (이인수)         | 1996     | C                      | B                      | 33               | 30               | 43               | 57               | 105,599          | 56               | 57               | 256,851          | Bị loại ở tập 8  | Bị loại ở tập 8  | Bị loại ở tập 8  | Bị loại ở tập 8  | 57               |
| Thực tập sinh tự do (개인 연습생)                | Choi Dong-ha (최동하)       | 1996     | C                      | B                      | 38               | 35               | 51               | 63               | 88,032           | Bị loại ở tập 5  | Bị loại ở tập 5  | Bị loại ở tập 5  | Bị loại ở tập 5  | Bị loại ở tập 5  | Bị loại ở tập 5  | Bị loại ở tập 5  | 63               |
| 2able Company (투에이블 컴퍼니)                  | Ju Won-tak (주원탁)         | 1996     | B                      | C                      | 92               | 83               | 94               | 62               | 88,474           | Bị loại ở tập 5  | Bị loại ở tập 5  | Bị loại ở tập 5  | Bị loại ở tập 5  | Bị loại ở tập 5  | Bị loại ở tập 5  | Bị loại ở tập 5  | 62               |
| 2Y Entertainment                                 | Lee Ki-won (이기원)         | 1996     | D                      | D                      | 63               | 65               | 58               | 58               | 103,065          | 46               | 53               | 318,579          | Bị loại ở tập 8  | Bị loại ở tập 8  | Bị loại ở tập 8  | Bị loại ở tập 8  | 53               |
| Star Crew Entertainment (스타 크루 엔터테인먼트) | Noh Tae-hyun (노태현)       | 1993     | A                      | A                      | 61               | 48               | 24               | 26               | 353,043          | 32               | 21               | 945,314          | 25               | 143,523          | Bị loại ở tập 10 | Bị loại ở tập 10 | 25               |
| Star Crew Entertainment (스타 크루 엔터테인먼트) | Ha Seong-un (하성운)        | 1994     | A                      | A                      | 34               | 28               | 23               | 21               | 459,912          | 27               | 25               | 838,649          | 3                | 413,654          | 11               | 790,302          | 11               |
| Banana Culture (바나나 문화)                     | Yoon Yong-bin (윤용빈)      | 1995     | C                      | D                      | 80               | 73               | 67               | 73               | 77,030           | Bị loại ở tập 5  | Bị loại ở tập 5  | Bị loại ở tập 5  | Bị loại ở tập 5  | Bị loại ở tập 5  | Bị loại ở tập 5  | Bị loại ở tập 5  | 73               |
| Blessing Entertainment (블레싱)                  | Yu Jin-won (유진원)         | 1997     | C                      | F                      | 79               | 87               | 70               | 75               | 76,303           | Bị loại ở tập 5  | Bị loại ở tập 5  | Bị loại ở tập 5  | Bị loại ở tập 5  | Bị loại ở tập 5  | Bị loại ở tập 5  | Bị loại ở tập 5  | 75               |
| Blessing Entertainment (블레싱)                  | Im Woo-hyeok (임우혁)       | 1994     | C                      | C                      | 49               | 53               | 57               | 66               | 86,710           | Bị loại ở tập 5  | Bị loại ở tập 5  | Bị loại ở tập 5  | Bị loại ở tập 5  | Bị loại ở tập 5  | Bị loại ở tập 5  | Bị loại ở tập 5  | 66               |
| Brand New Music (브랜뉴뮤직)                     | Kim Dong-hyun (김동현)      | 1998     | B                      | B                      | 42               | 46               | 35               | 39               | 163,092          | 41               | 29               | 821,551          | 28               | 125,155          | Bị loại ở tập 10 | Bị loại ở tập 10 | 28               |
| Brand New Music (브랜뉴뮤직)                     | Park Woo-jin (박우진)       | 1999     | A                      | A                      | 72               | 75               | 38               | 24               | 403,690          | 16               | 14               | 1,396,889        | 6                | 372,493          | 6                | 937,379          | 6                |
| Brand New Music (브랜뉴뮤직)                     | Lee Dae-hwi (이대휘)        | 2001     | A                      | A                      | 3                | 3                | 2                | 7                | 809,484          | 10               | 4                | 2,095,314        | 10               | 325,990          | 3                | 1,102,005        | 3                |
| Brand New Music (브랜뉴뮤직)                     | Lim Young-min (임영민)      | 1995     | B                      | A                      | 24               | 27               | 31               | 27               | 312,983          | 12               | 5                | 2,011,798        | 17               | 197,721          | 15               | 654,505          | 15               |
| Brave Entertainment (브레이브 엔터테인먼트)      | Arredondo Samuel (김사무엘) | 2002     | A                      | A                      | 6                | 2                | 3                | 2                | 863,861          | 17               | 16               | 1,306,508        | 5                | 378,491          | 18               | 391,529          | 18               |
| C2K Entertainment                                | Kim Seong-ri (김성리)       | 1994     | B                      | A                      | 69               | 60               | 53               | 46               | 133,494          | 51               | 47               | 395,013          | Bị loại ở tập 8  | Bị loại ở tập 8  | Bị loại ở tập 8  | Bị loại ở tập 8  | 47               |
| C9 Entertainment                                 | Bae Jin-young (배진영)      | 2000     | C                      | F                      | 5                | 12               | 10               | 12               | 667,298          | 14               | 12               | 1,502,905        | 4                | 389,982          | 10               | 807,749          | 10               |
| Choon Entertainment (춘)                         | Kim Shi-hyun (김시현)       | 1998     | D                      | D                      | Rời chương trình | Rời chương trình | Rời chương trình | Rời chương trình | Rời chương trình | Rời chương trình | Rời chương trình | Rời chương trình | Rời chương trình | Rời chương trình | Rời chương trình | Rời chương trình | Rời chương trình |
| Choon Entertainment (춘)                         | Kim Yong-guk (김용국)       | 1996     | C                      | D                      | 44               | 49               | 37               | 34               | 195,419          | 35               | 18               | 1,190,935        | 21               | 184,303          | Bị loại ở tập 10 | Bị loại ở tập 10 | 21               |
| Cre.Ker Entertainment (크래커)                   | Joo Hak-nyeon (주학년)      | 1999     | F                      | F                      | 4                | 8                | 6                | 10               | 703,391          | 9                | 10               | 1,629,176        | 18               | 197,194          | 19               | 349,040          | 19               |
| CS Entertainment                                 | Cho Jin-hyung (조진형)      | 1996     | D                      | B                      | 85               | 92               | 75               | 72               | 77,924           | Bị loại ở tập 5  | Bị loại ở tập 5  | Bị loại ở tập 5  | Bị loại ở tập 5  | Bị loại ở tập 5  | Bị loại ở tập 5  | Bị loại ở tập 5  | 72               |
| Cube Entertainment                               | Lai Kuan-lin (라이관린)     | 2001     | D                      | F                      | 10               | 6                | 7                | 9                | 717,275          | 5                | 2                | 2,202,665        | 20               | 188,940          | 7                | 905,875          | 7                |
| Cube Entertainment                               | Yu Seon-ho (유선호)         | 2002     | F                      | F                      | 22               | 16               | 15               | 15               | 575,027          | 11               | 13               | 1,502,513        | 16               | 209,168          | 17               | 551,745          | 17               |
| Fantagio Music                                   | Ong Seong Woo (옹성우)      | 1995     | A                      | A                      | 8                | 4                | 4                | 4                | 819,186          | 6                | 7                | 1,998,849        | 8                | 358,656          | 5                | 984,756          | 5                |
| FENT (에프이엔티)                                | Lee Jun-woo (이준우)        | 1998     | F                      | C                      | 30               | 36               | 33               | 41               | 157,041          | 58               | 50               | 343,252          | Bị loại ở tập 8  | Bị loại ở tập 8  | Bị loại ở tập 8  | Bị loại ở tập 8  | 50               |
| FNC Entertainment                                | Yoo Hoe-seung (유회승)      | 1995     | D                      | C                      | 43               | 39               | 49               | 56               | 109,060          | 36               | 39               | 527,138          | Bị loại ở tập 8  | Bị loại ở tập 8  | Bị loại ở tập 8  | Bị loại ở tập 8  | 39               |
| Gini Stars Entertainment (지니스타즈)            | Kim Do-hyun (김도현)        | 1992     | C                      | C                      | 86               | 69               | 86               | 92               | 64,157           | Bị loại ở tập 5  | Bị loại ở tập 5  | Bị loại ở tập 5  | Bị loại ở tập 5  | Bị loại ở tập 5  | Bị loại ở tập 5  | Bị loại ở tập 5  | 92               |
| Gini Stars Entertainment (지니스타즈)            | Park Hee-seok (박희석)      | 1992     | D                      | C                      | 89               | 66               | 87               | 86               | 68,008           | Bị loại ở tập 5  | Bị loại ở tập 5  | Bị loại ở tập 5  | Bị loại ở tập 5  | Bị loại ở tập 5  | Bị loại ở tập 5  | Bị loại ở tập 5  | 86               |
| Gini Stars Entertainment (지니스타즈)            | Wang Min-hyeok (왕민혁)     | 1994     | D                      | D                      | 98               | 85               | 98               | 89               | 66,475           | Bị loại ở tập 5  | Bị loại ở tập 5  | Bị loại ở tập 5  | Bị loại ở tập 5  | Bị loại ở tập 5  | Bị loại ở tập 5  | Bị loại ở tập 5  | 89               |
| GNI Entertainment (지엔아이)                     | Jeong Si-hyun (정시현)      | 1991     | F                      | F                      | 48               | 56               | 62               | 77               | 74,829           | Bị loại ở tập 5  | Bị loại ở tập 5  | Bị loại ở tập 5  | Bị loại ở tập 5  | Bị loại ở tập 5  | Bị loại ở tập 5  | Bị loại ở tập 5  | 77               |
| GON Entertainment                                | Hong Eun-ki (홍은기)        | 1997     | C                      | D                      | 29               | 31               | 41               | 36               | 176,813          | 38               | 38               | 557,008          | Bị loại ở tập 8  | Bị loại ở tập 8  | Bị loại ở tập 8  | Bị loại ở tập 8  | 38               |
| Hanahreum Company (한아름 컴퍼니)                | Kim Tae-min (김태민)        | 1995     | F                      | F                      | 26               | 33               | 30               | 32               | 260,391          | 37               | Rời chương trình | Rời chương trình | Rời chương trình | Rời chương trình | Rời chương trình | Rời chương trình | 59               |
| HF Music Company (HF뮤직컴퍼니)                  | Park Woo-dam (박우담)       | 1995     | C                      | D                      | 59               | 57               | 68               | 55               | 112,521          | 21               | 28               | 826,392          | 35               | 31,975           | Bị loại ở tập 10 | Bị loại ở tập 10 | 35               |
| HF Music Company (HF뮤직컴퍼니)                  | Woo Jin-young (우진영)      | 1997     | C                      | A                      | 55               | 50               | 45               | 42               | 153,419          | 40               | 40               | 522,149          | Bị loại ở tập 8  | Bị loại ở tập 8  | Bị loại ở tập 8  | Bị loại ở tập 8  | 40               |
| HF Music Company (HF뮤직컴퍼니)                  | Jeong Won-cheol (정원철)    | 1996     | F                      | B                      | 81               | 72               | 85               | 95               | 57,775           | Bị loại ở tập 5  | Bị loại ở tập 5  | Bị loại ở tập 5  | Bị loại ở tập 5  | Bị loại ở tập 5  | Bị loại ở tập 5  | Bị loại ở tập 5  | 95               |
| HF Music Company (HF뮤직컴퍼니)                  | Jo Yong-geun (조용근)       | 1995     | F                      | C                      | 65               | 59               | 71               | 93               | 61,660           | Bị loại ở tập 5  | Bị loại ở tập 5  | Bị loại ở tập 5  | Bị loại ở tập 5  | Bị loại ở tập 5  | Bị loại ở tập 5  | Bị loại ở tập 5  | 93               |
| HIM Entertainment                                | Park Sung-woo (박성우)      | 1988     | F                      | F                      | 12               | 13               | 17               | 22               | 452,876          | 31               | 37               | 562,716          | Bị loại ở tập 8  | Bị loại ở tập 8  | Bị loại ở tập 8  | Bị loại ở tập 8  | 37               |
| Hunus Entertainment (후너스)                     | Kim Sang-kyun (김상균)      | 1995     | F                      | D                      | 47               | 38               | 47               | 43               | 152,329          | 23               | 27               | 830,779          | 26               | 140,890          | Bị loại ở tập 10 | Bị loại ở tập 10 | 26               |
| I.One Entertainment (아이원)                     | Kim Yeon-kuk (김연국)       | 1995     | F                      | D                      | 97               | 91               | 92               | 76               | 75,768           | Bị loại ở tập 5  | Bị loại ở tập 5  | Bị loại ở tập 5  | Bị loại ở tập 5  | Bị loại ở tập 5  | Bị loại ở tập 5  | Bị loại ở tập 5  | 76               |
| I.One Entertainment (아이원)                     | Nam Yoon-sung (남윤성)      | 1996     | F                      | C                      | Rời chương trình | Rời chương trình | Rời chương trình | Rời chương trình | Rời chương trình | Rời chương trình | Rời chương trình | Rời chương trình | Rời chương trình | Rời chương trình | Rời chương trình | Rời chương trình | Rời chương trình |
| I.One Entertainment (아이원)                     | Ryu Ho-yeon (유호연)        | 1998     | F                      | C                      | 96               | 95               | 93               | 87               | 67,707           | Bị loại ở tập 5  | Bị loại ở tập 5  | Bị loại ở tập 5  | Bị loại ở tập 5  | Bị loại ở tập 5  | Bị loại ở tập 5  | Bị loại ở tập 5  | 87               |
| I.One Entertainment (아이원)                     | Choi Hee-soo (최희수)       | 1997     | F                      | F                      | 68               | 79               | 79               | 96               | 55,959           | Bị loại ở tập 5  | Bị loại ở tập 5  | Bị loại ở tập 5  | Bị loại ở tập 5  | Bị loại ở tập 5  | Bị loại ở tập 5  | Bị loại ở tập 5  | 96               |
| IMX                                              | Cho Gyu-min (조규민)        | 1993     | F                      | D                      | 94               | 89               | 97               | 88               | 67,359           | Bị loại ở tập 5  | Bị loại ở tập 5  | Bị loại ở tập 5  | Bị loại ở tập 5  | Bị loại ở tập 5  | Bị loại ở tập 5  | Bị loại ở tập 5  | 88               |
| IT Entertainment                                 | Lee Seo-kyu (이서규)        | 1998     | F                      | D                      | 91               | 43               | 50               | 69               | 80,052           | Bị loại ở tập 5  | Bị loại ở tập 5  | Bị loại ở tập 5  | Bị loại ở tập 5  | Bị loại ở tập 5  | Bị loại ở tập 5  | Bị loại ở tập 5  | 69               |
| IT Entertainment                                 | Han Min-ho (한민호)         | 1997     | D                      | C                      | 84               | 96               | 82               | 74               | 77,000           | Bị loại ở tập 5  | Bị loại ở tập 5  | Bị loại ở tập 5  | Bị loại ở tập 5  | Bị loại ở tập 5  | Bị loại ở tập 5  | Bị loại ở tập 5  | 74               |
| Jellyfish Entertainment (젤리피쉬)               | Yun Hee-seok (윤희석)       | 1997     | F                      | B                      | 25               | 26               | 32               | 30               | 264,133          | 45               | 46               | 408,503          | Bị loại ở tập 8  | Bị loại ở tập 8  | Bị loại ở tập 8  | Bị loại ở tập 8  | 46               |
| K-Tigers (K타이거즈)                             | Byun Hyun-min (변현민)      | 1999     | F                      | C                      | 52               | 70               | 73               | 52               | 116,449          | 44               | 45               | 419,381          | Bị loại ở tập 8  | Bị loại ở tập 8  | Bị loại ở tập 8  | Bị loại ở tập 8  | 45               |
| Kiwi Media Group (키위 미디어 그룹)              | Kim Dong-bin (김동빈)       | 2001     | F                      | F                      | 40               | 37               | 25               | 33               | 237,033          | 59               | 58               | 256,770          | Bị loại ở tập 8  | Bị loại ở tập 8  | Bị loại ở tập 8  | Bị loại ở tập 8  | 58               |
| Maroo Entertainment (마루기획)                   | Kwon Hyeop (권협)           | 1998     | D                      | C                      | 41               | 41               | 52               | 65               | 86,745           | Bị loại ở tập 5  | Bị loại ở tập 5  | Bị loại ở tập 5  | Bị loại ở tập 5  | Bị loại ở tập 5  | Bị loại ở tập 5  | Bị loại ở tập 5  | 65               |
| Maroo Entertainment (마루기획)                   | Park Ji-hoon (박지훈)       | 1999     | C                      | B                      | 1                | 1                | 1                | 1                | 1,044,197        | 3                | 3                | 2,181,840        | 2                | 630,198          | 2                | 1,136,014        | 2                |
| Maroo Entertainment (마루기획)                   | Han Jong-youn (한종연)      | 1998     | B                      | A                      | Rời chương trình | Rời chương trình | Rời chương trình | Rời chương trình | Rời chương trình | Rời chương trình | Rời chương trình | Rời chương trình | Rời chương trình | Rời chương trình | Rời chương trình | Rời chương trình | Rời chương trình |
| Media Line (미디어라인)                          | Lee Woo-jin (이우진)        | 2003     | B                      | A                      | 20               | 22               | 21               | 18               | 511,463          | 22               | 26               | 836,127          | 34               | 47,796           | Bị loại ở tập 10 | Bị loại ở tập 10 | 34               |
| MMO Entertainment                                | Kang Daniel (강다니엘)      | 1996     | B                      | A                      | 23               | 23               | 12               | 5                | 817,245          | 2                | 8                | 1,948,847        | 1                | 828,148          | 1                | 1,578,837        | 1                |
| MMO Entertainment                                | Kim Jae-han (김재한)        | 1995     | C                      | C                      | 83               | 64               | 72               | 81               | 71,281           | Bị loại ở tập 5  | Bị loại ở tập 5  | Bị loại ở tập 5  | Bị loại ở tập 5  | Bị loại ở tập 5  | Bị loại ở tập 5  | Bị loại ở tập 5  | 81               |
| MMO Entertainment                                | Yoon Ji-seong (윤지성)      | 1991     | F                      | D                      | 35               | 19               | 9                | 3                | 844,829          | 13               | 15               | 1,372,652        | 9                | 333,974          | 8                | 902,098          | 8                |
| MMO Entertainment                                | Joo Jin-woo (주진우)        | 1993     | F                      | F                      | 77               | 80               | 77               | 45               | 141,432          | 42               | 41               | 496,934          | Bị loại ở tập 8  | Bị loại ở tập 8  | Bị loại ở tập 8  | Bị loại ở tập 8  | 41               |
| MMO Entertainment                                | Choi Tae-woong (최태웅)     | 1994     | C                      | D                      | 76               | 71               | 65               | 71               | 78,323           | Bị loại ở tập 5  | Bị loại ở tập 5  | Bị loại ở tập 5  | Bị loại ở tập 5  | Bị loại ở tập 5  | Bị loại ở tập 5  | Bị loại ở tập 5  | 71               |
| Namoo Actors (나무엑터스)                        | Lee Yoo-jin (이유진)        | 1992     | D                      | C                      | 58               | 42               | 48               | 48               | 130,509          | 50               | 54               | 316,255          | Bị loại ở tập 8  | Bị loại ở tập 8  | Bị loại ở tập 8  | Bị loại ở tập 8  | 54               |
| Narda Entertainment (나르다)                     | Kim Tae-woo (김태우)        | 1993     | F                      | D                      | 28               | 34               | 44               | 38               | 167,726          | 49               | 49               | 367,727          | Bị loại ở tập 8  | Bị loại ở tập 8  | Bị loại ở tập 8  | Bị loại ở tập 8  | 49               |
| ONO Entertainment (오앤오)                       | Jang Moon-bok (장문복)      | 1995     | F                      | F                      | 2                | 5                | 8                | 14               | 597,046          | 26               | 32               | 745,093          | 27               | 130,324          | Bị loại ở tập 10 | Bị loại ở tập 10 | 27               |
| Oui Entertainment (위)                           | Kim Dong-han (김동한)       | 1998     | D                      | B                      | 57               | 78               | 78               | 37               | 175,107          | 34               | 35               | 629,883          | 29               | 120,594          | Bị loại ở tập 10 | Bị loại ở tập 10 | 29               |
| Oui Entertainment (위)                           | Jang Dae-hyeon (장대현)     | 1997     | B                      | D                      | 51               | 54               | 66               | 83               | 69,146           | Bị loại ở tập 5  | Bị loại ở tập 5  | Bị loại ở tập 5  | Bị loại ở tập 5  | Bị loại ở tập 5  | Bị loại ở tập 5  | Bị loại ở tập 5  | 83               |
| Oui Entertainment (위)                           | Jo Sung-wook (조성욱)       | 1996     | F                      | F                      | 87               | 97               | 90               | 91               | 64,374           | Bị loại ở tâp5   | Bị loại ở tâp5   | Bị loại ở tâp5   | Bị loại ở tâp5   | Bị loại ở tâp5   | Bị loại ở tâp5   | Bị loại ở tâp5   | 91               |
| Pan (팬)                                         | Lee Ji-han (이지한)         | 1998     | F                      | B                      | 90               | 74               | 88               | 98               | 51,123           | Bị loại ở tập 5  | Bị loại ở tập 5  | Bị loại ở tập 5  | Bị loại ở tập 5  | Bị loại ở tập 5  | Bị loại ở tập 5  | Bị loại ở tập 5  | 98               |
| Pledis Entertainment (플레디스)                  | Kang Dong-ho (강동호)       | 1995     | D                      | D                      | 19               | 14               | 20               | 20               | 472,132          | 8                | 11               | 1,585,712        | 12               | 314,807          | 13               | 755,436          | 13               |
| Pledis Entertainment (플레디스)                  | Kim Jong-hyeon (김종현)     | 1995     | D                      | B                      | 15               | 11               | 13               | 8                | 752,149          | 1                | 1                | 2,795,491        | 7                | 367,052          | 14               | 704,148          | 14               |
| Pledis Entertainment (플레디스)                  | Choi Min-gi (최민기)        | 1995     | D                      | F                      | 14               | 15               | 19               | 19               | 476,249          | 18               | 20               | 1,102,561        | 15               | 217,734          | 20               | 277,106          | 20               |
| Pledis Entertainment (플레디스)                  | Hwang Min-hyun (황민현)     | 1995     | C                      | D                      | 11               | 9                | 16               | 11               | 680,322          | 4                | 6                | 2,004,207        | 11               | 315,650          | 9                | 862,719          | 9                |
| Rainbow Bridge World (RBW)                       | Son Dong-myeong (손동명)    | 1999     | D                      | F                      | 53               | 61               | 69               | 68               | 84,469           | Bị loại ở tập 5  | Bị loại ở tập 5  | Bị loại ở tập 5  | Bị loại ở tập 5  | Bị loại ở tập 5  | Bị loại ở tập 5  | Bị loại ở tập 5  | 68               |
| Rainbow Bridge World (RBW)                       | Yeo Hwan-ung (여환웅)       | 1998     | B                      | B                      | 32               | 32               | 39               | 49               | 126,568          | 54               | 42               | 472,798          | Bị loại ở tập 8  | Bị loại ở tập 8  | Bị loại ở tập 8  | Bị loại ở tập 8  | 42               |
| Rainbow Bridge World (RBW)                       | Lee Geon-min (이건민)       | 1996     | D                      | F                      | 56               | 81               | 83               | 94               | 60,404           | Bị loại ở tập 5  | Bị loại ở tập 5  | Bị loại ở tập 5  | Bị loại ở tập 5  | Bị loại ở tập 5  | Bị loại ở tập 5  | Bị loại ở tập 5  | 94               |
| Rainbow Bridge World (RBW)                       | Lee Geon-hee (이건희)       | 1998     | D                      | D                      | 17               | 24               | 27               | 29               | 269,787          | 29               | 30               | 799,975          | 33               | 50,148           | Bị loại ở tập 10 | Bị loại ở tập 10 | 33               |
| Rainbow Bridge World (RBW)                       | Choi Jae-woo (최재우)       | 1997     | C                      | B                      | 74               | 94               | 80               | 97               | 52,711           | Bị loại ở tập 5  | Bị loại ở tập 5  | Bị loại ở tập 5  | Bị loại ở tập 5  | Bị loại ở tập 5  | Bị loại ở tập 5  | Bị loại ở tập 5  | 97               |
| S How Entertainment (에스하우)                   | Kim Nam-hyung (김남형)      | 1993     | A                      | A                      | 75               | 58               | 46               | 54               | 112,841          | 47               | 52               | 328,569          | Bị loại ở tập 8  | Bị loại ở tập 8  | Bị loại ở tập 8  | Bị loại ở tập 8  | 52               |
| S How Entertainment (에스하우)                   | Jeong Dong-su (정동수)      | 1991     | B                      | C                      | 60               | 52               | 36               | 35               | 180,209          | 30               | 36               | 587,830          | Bị loại ở tập 8  | Bị loại ở tập 8  | Bị loại ở tập 8  | Bị loại ở tập 8  | 36               |
| Star Road Entertainment (스타로드)               | Takada Kenta (타카다 켄타)  | 1995     | C                      | B                      | 21               | 25               | 29               | 28               | 287,263          | 24               | 31               | 783,860          | 24               | 146,716          | Bị loại ở tập 10 | Bị loại ở tập 10 | 24               |
| Starship Entertainment (스타쉽)                  | Lee Gwang-hyun (이광현)     | 1998     | B                      | C                      | 45               | 47               | 40               | 44               | 145,251          | 43               | 44               | 442,392          | Bị loại ở tập 8  | Bị loại ở tập 8  | Bị loại ở tập 8  | Bị loại ở tập 8  | 44               |
| Starship Entertainment (스타쉽)                  | Jung Se-woon (정세운)       | 1997     | B                      | B                      | 13               | 17               | 11               | 13               | 634,134          | 15               | 17               | 1,284,267        | 19               | 196,223          | 12               | 769,859          | 12               |
| STL Entertainment (에스티엘)                     | Choi Jun-young (최준영)     | 1996     | B                      | C                      | 82               | 98               | 81               | 90               | 66,443           | Bị loại ở tập 5  | Bị loại ở tập 5  | Bị loại ở tập 5  | Bị loại ở tập 5  | Bị loại ở tập 5  | Bị loại ở tập 5  | Bị loại ở tập 5  | 90               |
| The Jackie Chan Group Korea (더잭키찬그룹코리아) | Kim Chan-yul (김찬율)       | 1992     | F                      | F                      | 93               | 90               | 96               | 78               | 73,320           | Bị loại ở tập 5  | Bị loại ở tập 5  | Bị loại ở tập 5  | Bị loại ở tập 5  | Bị loại ở tập 5  | Bị loại ở tập 5  | Bị loại ở tập 5  | 78               |
| The Jackie Chan Group Korea (더잭키찬그룹코리아) | Choi Ha-don (최하돈)        | 1993     | D                      | F                      | 73               | 86               | 91               | 85               | 68,009           | Bị loại ở tập 5  | Bị loại ở tập 5  | Bị loại ở tập 5  | Bị loại ở tập 5  | Bị loại ở tập 5  | Bị loại ở tập 5  | Bị loại ở tập 5  | 85               |
| The Vibe Label (더바이브레이블)                  | Kim Tae-dong (김태동)       | 1997     | F                      | A                      | 37               | 45               | 28               | 25               | 359,771          | 28               | 22               | 877,168          | 30               | 110,091          | Bị loại ở tập 10 | Bị loại ở tập 10 | 30               |
| The Vibe Label (더바이브레이블)                  | Seong Hyun-woo (성현우)     | 1996     | C                      | B                      | 54               | 67               | 84               | 61               | 99,983           | Bị loại ở tập 5  | Bị loại ở tập 5  | Bị loại ở tập 5  | Bị loại ở tập 5  | Bị loại ở tập 5  | Bị loại ở tập 5  | Bị loại ở tập 5  | 61               |
| The Vibe Label (더바이브레이블)                  | Yoon Jae-chan (윤재찬)      | 1999     | B                      | C                      | 67               | 55               | 60               | 59               | 101,243          | 52               | 55               | 277,022          | Bị loại ở tập 8  | Bị loại ở tập 8  | Bị loại ở tập 8  | Bị loại ở tập 8  | 55               |
| The Vibe Label (더바이브레이블)                  | Ha Min-ho (하민호)          | 1998     | B                      | C                      | 50               | 63               | 63               | 47               | 132,056          | Rời chương trình | Rời chương trình | Rời chương trình | Rời chương trình | Rời chương trình | Rời chương trình | Rời chương trình | 60               |
| Total Set (토탈셋)                               | Yoo Kyoung-mok (유경목)     | 1994     | D                      | C                      | 78               | 62               | 74               | 84               | 68,265           | Bị loại ở tập 5  | Bị loại ở tập 5  | Bị loại ở tập 5  | Bị loại ở tập 5  | Bị loại ở tập 5  | Bị loại ở tập 5  | Bị loại ở tập 5  | 84               |
| Wayz Company (웨이즈 컴퍼니)                     | Jeong Joong-ji (정중지)     | 1992     | F                      | F                      | 64               | 77               | 59               | 64               | 86,864           | Bị loại ở tập 5  | Bị loại ở tập 5  | Bị loại ở tập 5  | Bị loại ở tập 5  | Bị loại ở tập 5  | Bị loại ở tập 5  | Bị loại ở tập 5  | 64               |
| WH Creative                                      | Seo Seong-hyuk (서성혁)     | 1999     | D                      | D                      | 95               | 88               | 95               | 51               | 120,808          | 19               | 24               | 844,163          | 31               | 54,415           | Bị loại ở tập 10 | Bị loại ở tập 10 | 31               |
| Widmay (위드메이)                                | Kim Ye-hyeon (김예현)       | 1999     | F                      | C                      | 71               | 93               | 34               | 40               | 159,576          | 55               | 33               | 691,611          | 32               | 53,277           | Bị loại ở tập 10 | Bị loại ở tập 10 | 32               |
| Wings Entertainment (윙즈)                       | Kim Yong-jin (김용진)       | 1997     | D                      | F                      | 88               | 84               | 61               | 53               | 114,426          | 53               | 56               | 261,354          | Bị loại ở tập 8  | Bị loại ở tập 8  | Bị loại ở tập 8  | Bị loại ở tập 8  | 56               |
| YGKPlus (YG케이플러스)                           | Kwon Hyun-bin (권현빈)      | 1997     | F                      | F                      | 16               | 20               | 22               | 23               | 408,701          | 33               | 34               | 645,510          | 22               | 160,693          | Bị loại ở tập 10 | Bị loại ở tập 10 | 22               |
| YGKPlus (YG케이플러스)                           | Kim Hyeon-woo (김현우)      | 1998     | F                      | C                      | 66               | 82               | 89               | 70               | 79,305           | Bị loại ở tập 5  | Bị loại ở tập 5  | Bị loại ở tập 5  | Bị loại ở tập 5  | Bị loại ở tập 5  | Bị loại ở tập 5  | Bị loại ở tập 5  | 70               |
| YGKPlus (YG케이플러스)                           | Lee Hoo-lim (이후림)        | 1992     | D                      | B                      | 62               | 68               | 76               | 80               | 72,260           | Bị loại ở tập 5  | Bị loại ở tập 5  | Bị loại ở tập 5  | Bị loại ở tập 5  | Bị loại ở tập 5  | Bị loại ở tập 5  | Bị loại ở tập 5  | 80               |
| YGKPlus (YG케이플러스)                           | Jeong Hyo-jun (정효준)      | 1992     | F                      | F                      | 36               | 44               | 54               | 67               | 85,218           | Bị loại ở tập 5  | Bị loại ở tập 5  | Bị loại ở tập 5  | Bị loại ở tập 5  | Bị loại ở tập 5  | Bị loại ở tập 5  | Bị loại ở tập 5  | 67               |
| Yuehua Entertainment (위에화)                    | Ahn Hyeong-seob (안형섭)    | 1999     | D                      | A                      | 7                | 7                | 5                | 6                | 810,639          | 20               | 19               | 1,171,439        | 14               | 254,984          | 16               | 609,085          | 16               |
| Yuehua Entertainment (위에화)                    | Lee Eui-woong (이의웅)      | 2001     | C                      | D                      | 9                | 10               | 14               | 17               | 520,973          | 25               | 23               | 855,494          | 23               | 156,572          | Bị loại ở tập 10 | Bị loại ở tập 10 | 23               |
| Yuehua Entertainment (위에화)                    | Justin (저스틴)             | 2002     | C                      | D                      | 18               | 21               | 26               | 31               | 261,653          | 48               | 43               | 458,650          | Bị loại ở tập 8  | Bị loại ở tập 8  | Bị loại ở tập 8  | Bị loại ở tập 8  | 43               |
| Yuehua Entertainment (위에화)                    | Zhu Zheng-ting (정정)       | 1996     | C                      | D                      | 31               | 29               | 42               | 50               | 122,552          | 57               | 51               | 330,058          | Bị loại ở tập 8  | Bị loại ở tập 8  | Bị loại ở tập 8  | Bị loại ở tập 8  | 51               |
| Yuehua Entertainment (위에화)                    | Choi Seung-hyeok (최승혁)   | 1999     | D                      | D                      | 70               | 76               | 64               | 79               | 72,983           | Bị loại ở tập 5  | Bị loại ở tập 5  | Bị loại ở tập 5  | Bị loại ở tập 5  | Bị loại ở tập 5  | Bị loại ở tập 5  | Bị loại ở tập 5  | 79               |

## Biểu diễn Group Batte (Tập 3-4)
Đội chiến thắng
     Thí sinh được chọn là leader
     Thí sinh được chọn là center
     Thí sinh được chọn là leader và center
| Biểu diễn | Biểu diễn    | Biểu diễn    | Đội | Đội       | Thí sinh       | Thí sinh         | Thí sinh  | Thí sinh                  | Thí sinh |
| #         | Nghệ sĩ      | Ca khúc      | #   | Bình chọn | Vị trí         | Tên              | Bình chọn | Bình chọn và phiếu thưởng | Xếp hạng |
| --------- | ------------ | ------------ | --- | --------- | -------------- | ---------------- | --------- | ------------------------- | -------- |
| 1         | 2PM          | 10 out of 10 | 1   | 357       | Giọng ca chính | Yoon Jae-chan    | 51        | 51                        | 69       |
| 1         | 2PM          | 10 out of 10 | 1   | 357       | Sub vocal 1    | Lee Hoo-lim      | 25        | 25                        | 85       |
| 1         | 2PM          | 10 out of 10 | 1   | 357       | Sub vocal 2    | Kim Hyeon-woo    | 58        | 58                        | 67       |
| 1         | 2PM          | 10 out of 10 | 1   | 357       | Sub vocal 3    | Yoon Ji-seong    | 66        | 66                        | 65       |
| 1         | 2PM          | 10 out of 10 | 1   | 357       | Rap 1          | Kim Tae-woo      | 85        | 85                        | 59       |
| 1         | 2PM          | 10 out of 10 | 1   | 357       | Rap 2          | Kim Tae-min      | 72        | 72                        | 63       |
| 1         | 2PM          | 10 out of 10 | 2   | 401       | Giọng ca chính | Roh Tae-hyun     | 27        | 3027                      | 42       |
| 1         | 2PM          | 10 out of 10 | 2   | 401       | Sub vocal 1    | Yoon Yong-bin    | 18        | 3018                      | 46       |
| 1         | 2PM          | 10 out of 10 | 2   | 401       | Sub vocal 2    | Hong Eun-ki      | 34        | 3034                      | 36       |
| 1         | 2PM          | 10 out of 10 | 2   | 401       | Sub vocal 3    | Byun Hyun-min    | 100       | 3100                      | 15       |
| 1         | 2PM          | 10 out of 10 | 2   | 401       | Sub vocal 4    | Ahn Heong-seop   | 163       | 3163                      | 3        |
| 1         | 2PM          | 10 out of 10 | 2   | 401       | Rap 1          | Park Woo-jin     | 31        | 3031                      | 40       |
| 1         | 2PM          | 10 out of 10 | 2   | 401       | Rap 2          | Choi Jun-young   | 28        | 3028                      | 41       |
| 2         | EXO          | Call Me Baby | 1   | 380       | Giọng ca chính | Kim Seong-lee    | 24        | 3024                      | 43       |
| 2         | EXO          | Call Me Baby | 1   | 380       | Sub vocal 1    | Yun Hee-seok     | 121       | 3121                      | 8        |
| 2         | EXO          | Call Me Baby | 1   | 380       | Sub vocal 2    | Jeong Won-cheol  | 15        | 3015                      | 48       |
| 2         | EXO          | Call Me Baby | 1   | 380       | Sub vocal 3    | Kim Dong-han     | 76        | 3076                      | 21       |
| 2         | EXO          | Call Me Baby | 1   | 380       | Rap 1          | Jang Moon-bok    | 123       | 3123                      | 7        |
| 2         | EXO          | Call Me Baby | 1   | 380       | Rap 2          | Seong Hyun-woo   | 21        | 3021                      | 44       |
| 2         | EXO          | Call Me Baby | 2   | 353       | Giọng ca chính | Joo Jin-woo      | 70        | 70                        | 64       |
| 2         | EXO          | Call Me Baby | 2   | 353       | Sub vocal 1    | Lee Seo-kyu      | 31        | 31                        | 77       |
| 2         | EXO          | Call Me Baby | 2   | 353       | Sub vocal 2    | Jeong Si-hyun    | 31        | 31                        | 77       |
| 2         | EXO          | Call Me Baby | 2   | 353       | Sub vocal 3    | Kim Dong-bin     | 79        | 79                        | 61       |
| 2         | EXO          | Call Me Baby | 2   | 353       | Rap 1          | Jang Dae-hyeon   | 100       | 100                       | 54       |
| 2         | EXO          | Call Me Baby | 2   | 353       | Rap 2          | Han Min-ho       | 42        | 42                        | 72       |
| 3         | Shinee       | Replay       | 1   | 467       | Giọng ca chính | Lee Keon-hee     | 94        | 3094                      | 17       |
| 3         | Shinee       | Replay       | 1   | 467       | Sub vocal 1    | Choi Min-gi      | 157       | 3157                      | 4        |
| 3         | Shinee       | Replay       | 1   | 467       | Sub vocal 2    | Lee Gwang-hyun   | 39        | 3039                      | 34       |
| 3         | Shinee       | Replay       | 1   | 467       | Sub vocal 3    | Yeo Hwan-ung     | 52        | 3052                      | 29       |
| 3         | Shinee       | Replay       | 1   | 467       | Sub vocal 4    | Zhu Zheng-ting   | 19        | 3019                      | 45       |
| 3         | Shinee       | Replay       | 1   | 467       | Sub vocal 5    | Justin           | 106       | 3106                      | 12       |
| 3         | Shinee       | Replay       | 2   | 391       | Giọng ca chính | Kim Jae-han      | 37        | 37                        | 75       |
| 3         | Shinee       | Replay       | 2   | 391       | Sub vocal 1    | Yu Jin-won       | 123       | 123                       | 51       |
| 3         | Shinee       | Replay       | 2   | 391       | Sub vocal 2    | Kim Sang-kyun    | 109       | 109                       | 52       |
| 3         | Shinee       | Replay       | 2   | 391       | Sub vocal 3    | Choi Tae-woong   | 24        | 24                        | 86       |
| 3         | Shinee       | Replay       | 2   | 391       | Sub vocal 4    | Ryu Ho-yeon      | 16        | 16                        | 90       |
| 3         | Shinee       | Replay       | 2   | 391       | Sub vocal 5    | Lee Jun-woo      | 82        | 82                        | 60       |
| 4         | SEVENTEEN    | Mansae       | 1*  | 624       | Giọng ca chính | Park Woo-dam     | 270       | 3270                      | 1        |
| 4         | SEVENTEEN    | Mansae       | 1*  | 624       | Sub vocal 1    | Ju Won-tak       | 103       | 3103                      | 14       |
| 4         | SEVENTEEN    | Mansae       | 1*  | 624       | Sub vocal 3    | Kim Yeon-kuk     | 7         | 3007                      | 49       |
| 4         | SEVENTEEN    | Mansae       | 1*  | 624       | Rap 1          | Woo Jin-young    | 64        | 3064                      | 27       |
| 4         | SEVENTEEN    | Mansae       | 1*  | 624       | Rap 2          | Kim Tae-dong     | 180       | 3180                      | 2        |
| 4         | SEVENTEEN    | Mansae       | 2   | 151       | Giọng ca chính | Kim Yong-jin     | 22        | 22                        | 88       |
| 4         | SEVENTEEN    | Mansae       | 2   | 151       | Sub vocal 1    | Kim Chan-yul     | 7         | 7                         | 95       |
| 4         | SEVENTEEN    | Mansae       | 2   | 151       | Sub vocal 2    | Jo Sung-wook     | 51        | 51                        | 69       |
| 4         | SEVENTEEN    | Mansae       | 2   | 151       | Sub vocal 3    | Jeong Joong-ji   | 13        | 13                        | 93       |
| 4         | SEVENTEEN    | Mansae       | 2   | 151       | Rap 1          | Choi Ha-Don      | 51        | 51                        | 69       |
| 4         | SEVENTEEN    | Mansae       | 2   | 151       | Rap 2          | Cho Gyu-min      | 7         | 7                         | 95       |
| 5         | Super Junior | Sorry Sorry  | 1   | 208       | Giọng ca chính | Choi Dong-ha     | 40        | 40                        | 73       |
| 5         | Super Junior | Sorry Sorry  | 1   | 208       | Sub vocal 1    | Kwon Hyeop       | 27        | 27                        | 83       |
| 5         | Super Junior | Sorry Sorry  | 1   | 208       | Sub vocal 2    | Yu Seon-ho       | 93        | 93                        | 57       |
| 5         | Super Junior | Sorry Sorry  | 1   | 208       | Sub vocal 3    | Jo Yong-geun     | 7         | 7                         | 95       |
| 5         | Super Junior | Sorry Sorry  | 1   | 208       | Sub vocal 4    | Kim Nam-hyung    | 10        | 10                        | 94       |
| 5         | Super Junior | Sorry Sorry  | 1   | 208       | Sub vocal 5    | Ha Min-ho        | 31        | 31                        | 77       |
| 5         | Super Junior | Sorry Sorry  | 2   | 522       | Giọng ca chính | Kim Jae-hwan     | 75        | 3075                      | 23       |
| 5         | Super Junior | Sorry Sorry  | 2   | 522       | Sub vocal 1    | Hwang Min-hyun   | 108       | 3108                      | 11       |
| 5         | Super Junior | Sorry Sorry  | 2   | 522       | Sub vocal 2    | Kang Daniel      | 33        | 3033                      | 38       |
| 5         | Super Junior | Sorry Sorry  | 2   | 522       | Sub vocal 3    | Kwon Hyun-bin    | 142       | 3142                      | 5        |
| 5         | Super Junior | Sorry Sorry  | 2   | 522       | Sub vocal 4    | Ong Seong-wu     | 97        | 3097                      | 16       |
| 5         | Super Junior | Sorry Sorry  | 2   | 522       | Sub vocal 5    | Kim Jong-hyeon   | 67        | 3067                      | 25       |
| 6         | Beast        | Shock        | 1   | 280       | Giọng ca chính | Wang Min-hyeok   | 15        | 15                        | 91       |
| 6         | Beast        | Shock        | 1   | 280       | Sub vocal 1    | Seo Sung-hyuk    | 23        | 23                        | 87       |
| 6         | Beast        | Shock        | 1   | 280       | Sub vocal 2    | Son Dong-myeong  | 105       | 105                       | 53       |
| 6         | Beast        | Shock        | 1   | 280       | Sub vocal 3    | Choi Seung-hyeok | 61        | 61                        | 66       |
| 6         | Beast        | Shock        | 1   | 280       | Rap 1          | Kim Do-hyun      | 22        | 22                        | 88       |
| 6         | Beast        | Shock        | 1   | 280       | Rap 2          | Jeong Hyo-jun    | 54        | 54                        | 68       |
| 6         | Beast        | Shock        | 2   | 384       | Giọng ca chính | Cho Jin-hyung    | 68        | 3068                      | 24       |
| 6         | Beast        | Shock        | 2   | 384       | Sub vocal 1    | Lee Ki-won       | 112       | 3112                      | 10       |
| 6         | Beast        | Shock        | 2   | 384       | Sub vocal 2    | Yoo Kyoung-mok   | 93        | 3093                      | 18       |
| 6         | Beast        | Shock        | 2   | 384       | Sub vocal 3    | Park Hee-seok    | 5         | 3005                      | 50       |
| 6         | Beast        | Shock        | 2   | 384       | Rap 1          | Im Woo-hyeok     | 61        | 3061                      | 28       |
| 6         | Beast        | Shock        | 2   | 384       | Rap 2          | Jeong Dong-su    | 45        | 3045                      | 31       |
| 7         | Infinite     | Be Mine      | 1   | 330       | Giọng ca chính | Yoo Hoe-seung    | 37        | 37                        | 75       |
| 7         | Infinite     | Be Mine      | 1   | 330       | Sub vocal 1    | Kim Chan         | 96        | 96                        | 56       |
| 7         | Infinite     | Be Mine      | 1   | 330       | Sub vocal 2    | Choi Hee-soo     | 28        | 28                        | 82       |
| 7         | Infinite     | Be Mine      | 1   | 330       | Sub vocal 3    | Lee Ji-han       | 39        | 39                        | 74       |
| 7         | Infinite     | Be Mine      | 1   | 330       | Rap 1          | Choi Jae-woo     | 99        | 99                        | 55       |
| 7         | Infinite     | Be Mine      | 1   | 330       | Rap 2          | Kim Ye-hyeon     | 31        | 31                        | 77       |
| 7         | Infinite     | Be Mine      | 2   | 438       | Giọng ca chính | Lee Woo-jin      | 87        | 3087                      | 20       |
| 7         | Infinite     | Be Mine      | 2   | 438       | Sub vocal 1    | Kim Dong-hyun    | 45        | 3045                      | 31       |
| 7         | Infinite     | Be Mine      | 2   | 438       | Sub vocal 2    | Jung Se-woon     | 46        | 3046                      | 30       |
| 7         | Infinite     | Be Mine      | 2   | 438       | Sub vocal 3    | Park Sung-woo    | 76        | 3076                      | 21       |
| 7         | Infinite     | Be Mine      | 2   | 438       | Rap 1          | Lim Young-min    | 33        | 3033                      | 38       |
| 7         | Infinite     | Be Mine      | 2   | 438       | Rap 2          | Lee You-jin      | 18        | 3018                      | 46       |
| 7         | Infinite     | Be Mine      | 2   | 438       | Rap 3          | Takada Kenta     | 133       | 3133                      | 6        |
| 8         | BTS          | Boy in Luv   | 1   | 494       | Rap chính      | Lee Eui-woong    | 44        | 3044                      | 33       |
| 8         | BTS          | Boy in Luv   | 1   | 494       | Sub Rap 1      | Kim Samuel       | 34        | 3034                      | 36       |
| 8         | BTS          | Boy in Luv   | 1   | 494       | Sub Rap 2      | Joo Hak-nyeon    | 93        | 3093                      | 18       |
| 8         | BTS          | Boy in Luv   | 1   | 494       | Vocal 1        | Ha Seong-un      | 39        | 3039                      | 34       |
| 8         | BTS          | Boy in Luv   | 1   | 494       | Vocal 2        | Lee Dae-hwi      | 105       | 3105                      | 13       |
| 8         | BTS          | Boy in Luv   | 1   | 494       | Vocal 3        | Bae Jin-young    | 66        | 3066                      | 26       |
| 8         | BTS          | Boy in Luv   | 1   | 494       | Vocal 4        | Park Ji-hoon     | 113       | 3113                      | 9        |
| 8         | BTS          | Boy in Luv   | 2   | 243       | Rap chính      | Kim Sang-been    | 6         | 6                         | 98       |
| 8         | BTS          | Boy in Luv   | 2   | 243       | Sub Rap 1      | Lai Kuan-lin     | 79        | 79                        | 61       |
| 8         | BTS          | Boy in Luv   | 2   | 243       | Sub Rap 2      | Lee In-soo       | 27        | 27                        | 83       |
| 8         | BTS          | Boy in Luv   | 2   | 243       | Vocal 1        | Kang Dong-ho     | 86        | 86                        | 58       |
| 8         | BTS          | Boy in Luv   | 2   | 243       | Vocal 2        | Kim Yongguk      | 15        | 15                        | 92       |
| 8         | BTS          | Boy in Luv   | 2   | 243       | Vocal 3        | Lee Gun-min      | 30        | 30                        | 81       |

- (*) biểu thị đội chiến thắng với lượt bình chọn cao nhất được biểu diễn trên sân khấu M! Countdown.
- Tên in đậm biểu thị thực tập sinh đã chọn các thành viên cho đội.

## Biểu diễn Đánh giá Vị trí (Tập 6-7)
Thí sinh chiến thắng trong mỗi đội
     Thí sinh được chọn là leader
     Thí sinh được chọn là center
     Thí sinh được chọn là leader và center frmmfwg,vsfl,lggwtgm
- (*) Thực tập sinh Ha Min-ho rời chương trình ngay sau khi phần biểu diễn vị trí được ghi hình.

## Biểu diễn Đánh giá Concept (Tập 9)
Đội chiến thắng
     Thí sinh được chọn là leader
     Thí sinh được chọn là center
| Biểu diễn      | Biểu diễn | Biểu diễn                                    | Biểu diễn        | Biểu diễn | Thí sinh   | Thí sinh       | Thí sinh  | Thí sinh |
| Concept        | #         | Producer                                     | Ca khúc          | Bình chọn | Vị trí     | Tên            | Bình chọn | Xếp hạng |
| -------------- | --------- | -------------------------------------------- | ---------------- | --------- | ---------- | -------------- | --------- | -------- |
| Nu Disco       | 1         | Veethoven, Oh Sung-hwan, ASHTRAY & KINGMAKER | Show Time        | 135       | Main Vocal | Park Woo-dam   | 2         | 34       |
| Nu Disco       | 1         | Veethoven, Oh Sung-hwan, ASHTRAY & KINGMAKER | Show Time        | 135       | Sub vocal  | Noh Tae-hyun   | 6         | 30       |
| Nu Disco       | 1         | Veethoven, Oh Sung-hwan, ASHTRAY & KINGMAKER | Show Time        | 135       | Sub vocal  | Kim Samuel     | 41        | 16       |
| Nu Disco       | 1         | Veethoven, Oh Sung-hwan, ASHTRAY & KINGMAKER | Show Time        | 135       | Sub vocal  | Lee Woo-jin    | 3         | 33       |
| Nu Disco       | 1         | Veethoven, Oh Sung-hwan, ASHTRAY & KINGMAKER | Show Time        | 135       | Sub vocal  | Ha Seong-un    | 34        | 21       |
| Nu Disco       | 1         | Veethoven, Oh Sung-hwan, ASHTRAY & KINGMAKER | Show Time        | 135       | Rap        | Kim Sang-kyun  | 12        | 27       |
| Nu Disco       | 1         | Veethoven, Oh Sung-hwan, ASHTRAY & KINGMAKER | Show Time        | 135       | Rap        | Yoon Ji-seong  | 37        | 18       |
| Synth Pop/Funk | 2         | Hyuk Shin                                    | I Know You Know  | 83        | Main Vocal | Seo Sung-hyuk  | 4         | 31       |
| Synth Pop/Funk | 2         | Hyuk Shin                                    | I Know You Know  | 83        | Sub vocal  | Kim Dong-hyun  | 15        | 25       |
| Synth Pop/Funk | 2         | Hyuk Shin                                    | I Know You Know  | 83        | Sub vocal  | Kim Ye-hyeon   | 2         | 34       |
| Synth Pop/Funk | 2         | Hyuk Shin                                    | I Know You Know  | 83        | Sub vocal  | Kim Tae-dong   | 13        | 26       |
| Synth Pop/Funk | 2         | Hyuk Shin                                    | I Know You Know  | 83        | Sub vocal  | Kim Dong-han   | 10        | 28       |
| Synth Pop/Funk | 2         | Hyuk Shin                                    | I Know You Know  | 83        | Rap        | Kwon Hyun-bin  | 35        | 20       |
| Synth Pop/Funk | 2         | Hyuk Shin                                    | I Know You Know  | 83        | Rap        | Jang Moon-bok  | 4         | 31       |
| Future EDM     | 3         | Devine-Channel                               | Open up (열어줘) | 552       | Main Vocal | Kang Dong-ho   | 78        | 6        |
| Future EDM     | 3         | Devine-Channel                               | Open up (열어줘) | 552       | Sub vocal  | Kang Daniel    | 205       | 1        |
| Future EDM     | 3         | Devine-Channel                               | Open up (열어줘) | 552       | Sub vocal  | Kim Yongguk    | 58        | 10       |
| Future EDM     | 3         | Devine-Channel                               | Open up (열어줘) | 552       | Sub vocal  | Joo Hak-nyeon  | 71        | 7        |
| Future EDM     | 3         | Devine-Channel                               | Open up (열어줘) | 552       | Sub vocal  | Yu Seon-ho     | 59        | 9        |
| Future EDM     | 3         | Devine-Channel                               | Open up (열어줘) | 552       | Rap        | Takada Kenta   | 24        | 22       |
| Future EDM     | 3         | Devine-Channel                               | Open up (열어줘) | 552       | Rap        | Lim Young-min  | 57        | 11       |
| Hip Hop        | 4         | Kiggen & ASSBRASS                            | Oh Little Girl   | 398       | Main Vocal | Jung Se-woon   | 36        | 19       |
| Hip Hop        | 4         | Kiggen & ASSBRASS                            | Oh Little Girl   | 398       | Sub vocal  | Lee Keon-hee   | 7         | 29       |
| Hip Hop        | 4         | Kiggen & ASSBRASS                            | Oh Little Girl   | 398       | Sub vocal  | Ahn Heong-seop | 48        | 14       |
| Hip Hop        | 4         | Kiggen & ASSBRASS                            | Oh Little Girl   | 398       | Sub vocal  | Choi Min-gi    | 21        | 24       |
| Hip Hop        | 4         | Kiggen & ASSBRASS                            | Oh Little Girl   | 398       | Sub vocal  | Bae Jin-young  | 82        | 5        |
| Hip Hop        | 4         | Kiggen & ASSBRASS                            | Oh Little Girl   | 398       | Rap        | Park Ji-hoon   | 182       | 2        |
| Hip Hop        | 4         | Kiggen & ASSBRASS                            | Oh Little Girl   | 398       | Rap        | Lee Eui-woong  | 22        | 23       |
| Deep House     | 5         | Triple H                                     | NEVER            | 443       | Main Vocal | Kim Jae-hwan   | 52        | 13       |
| Deep House     | 5         | Triple H                                     | NEVER            | 443       | Sub vocal  | Kim Jong-hyeon | 57        | 11       |
| Deep House     | 5         | Triple H                                     | NEVER            | 443       | Sub vocal  | Hwang Min-hyun | 91        | 4        |
| Deep House     | 5         | Triple H                                     | NEVER            | 443       | Sub vocal  | Ong Seong-wu   | 40        | 17       |
| Deep House     | 5         | Triple H                                     | NEVER            | 443       | Sub vocal  | Lee Dae-hwi    | 60        | 8        |
| Deep House     | 5         | Triple H                                     | NEVER            | 443       | Rap        | Lai Kuan-lin   | 48        | 14       |
| Deep House     | 5         | Triple H                                     | NEVER            | 443       | Rap        | Park Woo-jin   | 95        | 3        |

## Biểu diễn Đánh giá Ra mắt (Tập 11)
Thí sinh được chọn là leader
     Thí sinh được chọn là center
     Thí sinh được chọn là thành viên của Wanna One
| Biểu diễn | Biểu diễn            | Biểu diễn   | Thí sinh    | Thí sinh        | Thí sinh  | Thí sinh |
| #         | Producer             | Ca khúc     | Vị trí      | Tên             | Bình chọn | Xếp hạng |
| --------- | -------------------- | ----------- | ----------- | --------------- | --------- | -------- |
| 1         | Ryan S. Jhun         | Super Hot   | Main Vocal  | Ha Seong-un     | 790,302   | 11       |
| 1         | Ryan S. Jhun         | Super Hot   | Sub vocal 1 | Kim Samuel      | 391,529   | 18       |
| 1         | Ryan S. Jhun         | Super Hot   | Sub vocal 2 | Kang Dong-ho    | 755,436   | 13       |
| 1         | Ryan S. Jhun         | Super Hot   | Sub vocal 3 | Yu Seon-ho      | 551,745   | 17       |
| 1         | Ryan S. Jhun         | Super Hot   | Sub vocal 4 | Ahn Hyeong-seop | 609,085   | 16       |
| 1         | Ryan S. Jhun         | Super Hot   | Sub vocal 5 | Lee Dae-hwi     | 1,102,005 | 3        |
| 1         | Ryan S. Jhun         | Super Hot   | Sub vocal 6 | Choi Min-gi     | 277,106   | 20       |
| 1         | Ryan S. Jhun         | Super Hot   | Rap 1       | Lim Young-min   | 654,505   | 15       |
| 1         | Ryan S. Jhun         | Super Hot   | Rap 2       | Kim Jong-hyeon  | 704,148   | 14       |
| 1         | Ryan S. Jhun         | Super Hot   | Rap 3       | Lai Kuan-lin    | 905,875   | 7        |
| 2         | The Underdogs & DEEZ | Hands On Me | Main Vocal  | Kim Jae-hwan    | 1,051,735 | 4        |
| 2         | The Underdogs & DEEZ | Hands On Me | Sub vocal 1 | Kang Daniel     | 1,578,837 | 1        |
| 2         | The Underdogs & DEEZ | Hands On Me | Sub vocal 2 | Ong Seong-wu    | 984,756   | 5        |
| 2         | The Underdogs & DEEZ | Hands On Me | Sub vocal 3 | Bae Jin-young   | 807,749   | 10       |
| 2         | The Underdogs & DEEZ | Hands On Me | Sub vocal 4 | Hwang Min-hyun  | 862,719   | 9        |
| 2         | The Underdogs & DEEZ | Hands On Me | Sub vocal 5 | Jung Se-woon    | 769,859   | 12       |
| 2         | The Underdogs & DEEZ | Hands On Me | Sub vocal 6 | Joo Hak-nyeon   | 349,040   | 19       |
| 2         | The Underdogs & DEEZ | Hands On Me | Sub vocal 7 | Yoon Ji-seong   | 902,098   | 8        |
| 2         | The Underdogs & DEEZ | Hands On Me | Rap 1       | Park Woo-jin    | 937,379   | 6        |
| 2         | The Underdogs & DEEZ | Hands On Me | Rap 2       | Park Ji-hoon    | 1,136,014 | 2        |